# Imperi Safàvida

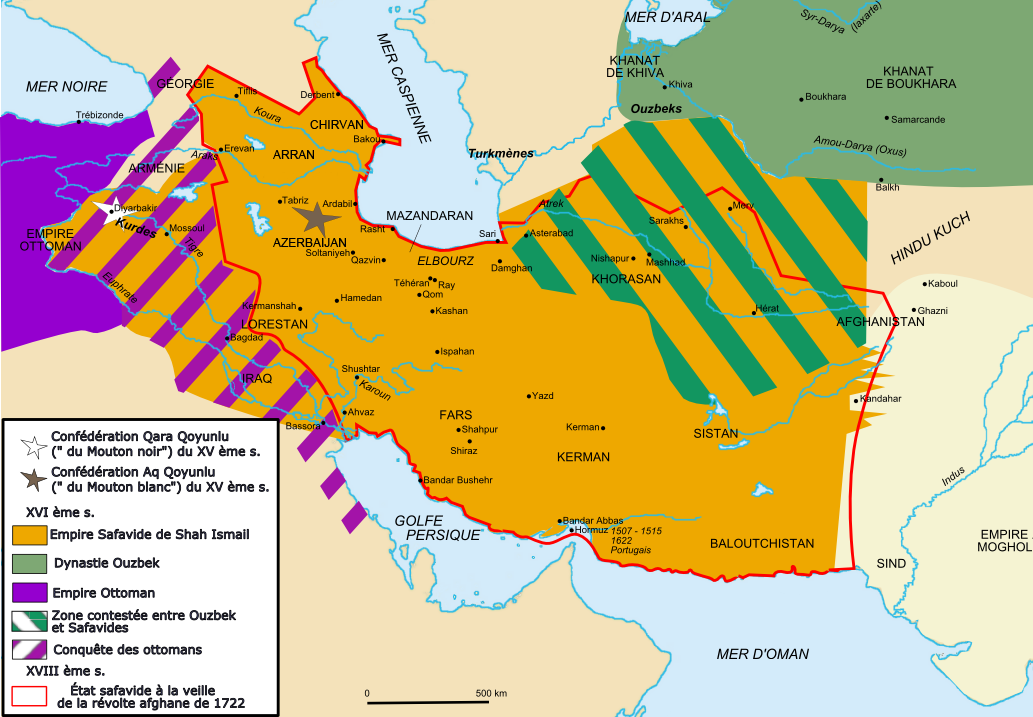
Mapa històric

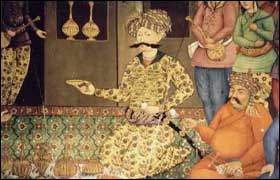
Shah Abbas-Safavida

Els safàvides foren una dinastia que va governar a Pèrsia des del segle xvi fins al xviii.

## Antecedents
Després de la caiguda dels timúrides Pèrsia es va trencar donant lloc a una sèrie de moviments religiosos. La desaparició de l'autoritat política de Tamerlà va crear un espai en el qual diverses comunitats religioses, en particular els xiïtes, passaren a primer pla i guanyar protagonisme. Entre ells hi havia un nombre de germandats sufís, els Hurufis, Nuqtawis i Musha'sha '. D'aquests diversos moviments, la Safàvides Qizilbash van ser els més políticament resistents, i va ser a causa del seu èxit que Shah Ismail I va aconseguir la prominència política en 1501.

## Xeics safàvides
Els xeics (xaykhs) foren els dirigents de la secta religiosa i després també militar dels safàvides entre 1301 i 1501, data aquesta darrera en la qual van agafar el poder a Pèrsia sota el primer sobirà Ismail I. El primer, almenys el primer conegut i que va donar nom al moviment, era el dirigent d'un petit orde sufí local del Gilan, que va morir en data desconeguda (vers 1334) i va expandir el moviment.
- Safi ad-Din 1301- 1334
- Sadr ad-Din Ardabili 1334-1391
- Khwaja Alí 1391-1429
- Xaykh Ibrahim 1429-1447
- Xaykh Junayd 1447-1460
- Xaykh Haydar 1460-1488
- Ali Mirza 1488-1494
- Ismaïl (després Ismaïl I de Pèrsia) 1494-1524

## Xas safàvides
- 1501 - 1524: Ismail I
- 1524 - 1576: Tahmasp I
- 1576 - 1578: Ismail II
- 1578 - 1588: Muhammad Khudabanda
- 1588 - 1629: Abbas I el Gran
- 1629 - 1642: Sefi I
- 1642 - 1666: Abbas II
- 1666 - 1694: Süleyman I
- 1694 - 1722: Hussein I
  - 1722 - 1725: Mahmud Hotaki de la dinastia Ghilzai
  - 1725 - 1729: Ashraf de la dinastia Ghilzai
- 1729 - 1732: Tahmasp II
- 1732 - 1736: Abbas III
- 1736 - 1749: interregne
- 1749 - 1750: Süleyman II
- 1750 - 1760: Ismail III

## Conflictes amb l'Imperi Otomà
El principal problema per als safàvides fou el poderós veí Imperi Otomà, una dinastia sunnita que va considerar l'ús de les tribus turcomanes d'Anatòlia per a la causa safawí com una gran amenaça, i per contrarestar el creixent poder safàvida, en 1502, el sultà Baiazet II va deportar molts xiïtes d'Anatòlia a altres parts de l'imperi. En 1511, hi va haver un alçament generalitzat pro-xiïta i pro-safàvida dirigit contra l'Imperi Otomà des de dins de l'imperi, i a principis de la dècada de 1510 les polítiques expansionistes d'Ismail I havien empès les fronteres de safàvides a l'Àsia Menor encara més cap a l'oest. Els otomans van reaccionar aviat, quan una incursió a gran escala a l'est d'Anatòlia de Nūr-ʿAlī Ḵalīfa va coincidir amb l'accés al tron del sultà Selim I, i fou el casus belli que va portar a Selim a envair els safàvides dos anys més tard, derrotant-los a la batalla de Çaldiran i capturar Tabriz, annexant l'est d'Anatòlia i el nord de l'Iraq, però el domini otomà sobre Anatòlia i l'est de Mesopotàmia no es fixaria fins que el 1555 se signà la Pau d'Amasya que tancava la guerra otomano-safàvida en 1555.
Els otomans van envair els territoris de l'Imperi Safàvida al Caucas, que estaven afeblits, amb l'objectiu de conquerir l'Azerbaidjan i el Caucas a través d'Ardahan, prenent Akhaltsikhe l'agost de 1576, Tiflis l'agost de 1578, i Kars i Tabriz el 1585, mentre pressionaven Kartli perquè es convertís en un vassall tributari de l'Imperi Otomà. La guerra va acabar amb el tractat d'Istanbul en 1590, que consolidava el domini otomà sobre la major part del sud del Caucas i l'Azerbaidjan, Luristan, Daguestan, Shahrizor, Khuzestan, Bagdad i Mesopotàmia.
El 1598 Abd Al·lah ibn Iskandar, el kan uzbek dels xibànides de Kanat de Bukharà va morir i la dinastia va entrar en conflictes interns. Abbas va iniciar l'ofensiva i va derrotar els uzbeks a la batalla d'Herat l'agost de 1598 reconquerint Herat i entrant a Mashad, ciutats que feia deu anys que Pèrsia havia perdut, recuperant el Khorasan i assegurant les fronteres orientals, i la capital de l'Imperi Safàvida fou traslladada de Qazwin a Esfahan que va esdevenir una gran ciutat.
Durant el regnat del jove soldà Ahmet I, que va haver de gestionar les revoltes de Celali els safàvides van poder recuperar la majoria de les seves pèrdues, que l'Imperi Otomà va haver d'acceptar en el Tractat de Nasuh Pasha de 1612 i el tractat de Serav de 1618.
En 1623 l'Imperi safàvida envaeix Mesopotàmia i entra a Bagdad. L'any 1632, el sultà es fa càrrec personalment del govern, reprimeix les rebel·lions, imposa la seva voluntat a l'exèrcit i derrota als safàvides recuperant Tabriz i Bagdad.

## Decadència
El país fou atacat diverses vegades en les seves fronteres, Kerman per tribus balutxis en 1698, Khorasan pels Hotakis en 1717, Daguestan i el nord de Shirvan pels Lezgins en 1721, i constantment a Mesopotàmia pels àrabs sunnites. Sultan Hosein va tractar de convertir per la força a la secta xiïta als seus súbdits sunnites afganesos de Kandahar i en la revolta subseqüent el governador de Safàvida de la regió fou mort juntament amb el seu exèrcit. En 1722, un exèrcit afganès va avançar pel cor de l'imperi i va derrotar les forces del govern en la batalla de Gulnabad i va assetjar la capital d'Esfahan, fins que Sultan Husayn I va abdicar i el va reconèixer Mahmud Hotak com el nou rei de Pèrsia.
Al mateix temps, els russos liderats per Pere el Gran prengueren el nord del Caucas, Transcaucasia i els territoris continentals del nord a través de la Guerra russopersa i els otomans veïns van envair l'oest i el nord-oest de l'Iran i van conquerir el territori inclosa la ciutat de Bagdad i van acordar amb els russos dividir i mantenir els territoris iranians conquistats en el Tractat de Constantinoble, però en 1732 els perses va recuperar el territori pel Tractat de Resht.
El 1736 Abbas III fou deposat i es va proclamar rei Nàdir-Xah Afxar, liquidant la dinastia safàvida i establint la dinastia afxàrida. Abbas III i el seu pare Tahmasp II foren assassinats a Sabzawar el 1740 per Muhammad Husayn Khan Develu, governador d'Astarabad, que rebia ordres de Reza Quli Mirza (fill de Nadir Shah) que temia un cop d'estat prosafàvida quan van córrer rumors de la mort de Nadir Shah a l'Índia.
El 1750 la coalició entre Abu l-Fath Khan Bakhtiyari, Ali Mardan Khan Bakhtiyari i Karim Khan Zand van decidir repartir-se el poder i proclamar xa Ismaïl III de Pèrsia de la casa safàvida però el verdader governant fou Karim Khan. El 1753 fou proclamat com a rival Sultan Husayn II però restaurat al juny. Altres caps no el van reconèixer però Karim es va imposar el 1758 a Tabriz i el 1759 a Astarabad, establint la Dinastia Zand. Durant la Guerra dels Set Anys igual que l'Imperi Otomà es va declarar neutral doncs Karim Khan Zand estava en procés de legitimar la seva reclamació al tron persa.

## Xas safàvides
- Ismail I 1501-1524
- Tahmasp I 1524-1576
- Alqas Mirza, xa en rebel·lió a Xirvan 1546-1547
- Haydar Shah 14 de maig a agost del 1576
- Ismail II 1576-1577
- Muhammad Khodabanda 1578-1588
- Abbas I el Gran 1588-1629
- Safi 1629-1642
- Abbas II 1642-1666
- Suleiman o Sulayman I 1666-1694
- Sultan Husayn I 1694-1722
- Tahmasp II 1722-1732
- Abbas III 1732-1736
- Suleiman o Sulayman II 1749-1750
- Ismail III 1750-1760

## Genealogia
|                                        |                                        |                                        |                                        |                                        |                                        |                                          |                                          |                                          |                                          |                                          |                                          |                                       |                                       |                                       |                                       |                                       |                                       |                                  |                                  |                                  |                                  |                                          |                                          |                                                                   |                                                               |                                                               |                                                               |                                                               |                                                               |                                                                      |                                            |                                            |                                            |                                            |                                            |                                                    |                                                    |                                                    |                                                    |                                                    |                                                    |               |               | Firuz Shah Zarrin Kolah                               |                                                       |                                                       |                                                       |                                                       |                                                       |           |           |           |           |  |  |  |  |  |  |  |  |  |  |  |  |  |  |  |  |  |  |  |  |  |  |  |  |  |  |
|                                        |                                        |                                        |                                        |                                        |                                        |                                          |                                          |                                          |                                          |                                          |                                          |                                       |                                       |                                       |                                       |                                       |                                       |                                  |                                  |                                  |                                  |                                          |                                          |                                                                   |                                                               |                                                               |                                                               |                                                               |                                                               |                                                                      |                                            |                                            |                                            |                                            |                                            |                                                    |                                                    |                                                    |                                                    |                                                    |                                                    |               |               |                                                       |                                                       |                                                       |                                                       |                                                       |                                                       |           |           |           |           |  |  |  |  |  |  |  |  |  |  |  |  |  |  |  |  |  |  |  |  |  |  |  |  |  |  |
|                                        |                                        |                                        |                                        |                                        |                                        |                                          |                                          |                                          |                                          |                                          |                                          |                                       |                                       |                                       |                                       |                                       |                                       |                                  |                                  |                                  |                                  |                                          |                                          |                                                                   |                                                               |                                                               |                                                               |                                                               |                                                               |                                                                      |                                            |                                            |                                            |                                            |                                            |                                                    |                                                    |                                                    |                                                    |                                                    |                                                    |               |               | Avaad                                                 |                                                       |                                                       |                                                       |                                                       |                                                       |           |           |           |           |  |  |  |  |  |  |  |  |  |  |  |  |  |  |  |  |  |  |  |  |  |  |  |  |  |  |
|                                        |                                        |                                        |                                        |                                        |                                        |                                          |                                          |                                          |                                          |                                          |                                          |                                       |                                       |                                       |                                       |                                       |                                       |                                  |                                  |                                  |                                  |                                          |                                          |                                                                   |                                                               |                                                               |                                                               |                                                               |                                                               |                                                                      |                                            |                                            |                                            |                                            |                                            |                                                    |                                                    |                                                    |                                                    |                                                    |                                                    |               |               |                                                       |                                                       |                                                       |                                                       |                                                       |                                                       |           |           |           |           |  |  |  |  |  |  |  |  |  |  |  |  |  |  |  |  |  |  |  |  |  |  |  |  |  |  |
|                                        |                                        |                                        |                                        |                                        |                                        |                                          |                                          |                                          |                                          |                                          |                                          |                                       |                                       |                                       |                                       |                                       |                                       |                                  |                                  |                                  |                                  |                                          |                                          |                                                                   |                                                               |                                                               |                                                               |                                                               |                                                               |                                                                      |                                            |                                            |                                            |                                            |                                            |                                                    |                                                    |                                                    |                                                    |                                                    |                                                    |               |               | Kutb al-Din Mohammad                                  |                                                       |                                                       |                                                       |                                                       |                                                       |           |           |           |           |  |  |  |  |  |  |  |  |  |  |  |  |  |  |  |  |  |  |  |  |  |  |  |  |  |  |
|                                        |                                        |                                        |                                        |                                        |                                        |                                          |                                          |                                          |                                          |                                          |                                          |                                       |                                       |                                       |                                       |                                       |                                       |                                  |                                  |                                  |                                  |                                          |                                          |                                                                   |                                                               |                                                               |                                                               |                                                               |                                                               |                                                                      |                                            |                                            |                                            |                                            |                                            |                                                    |                                                    |                                                    |                                                    |                                                    |                                                    |               |               |                                                       |                                                       |                                                       |                                                       |                                                       |                                                       |           |           |           |           |  |  |  |  |  |  |  |  |  |  |  |  |  |  |  |  |  |  |  |  |  |  |  |  |  |  |
|                                        |                                        |                                        |                                        |                                        |                                        |                                          |                                          |                                          |                                          |                                          |                                          |                                       |                                       |                                       |                                       |                                       |                                       |                                  |                                  |                                  |                                  | Miquel IX Paleòleg                       | Miquel IX Paleòleg                       | Miquel IX Paleòleg                                                | Miquel IX Paleòleg                                            | Miquel IX Paleòleg                                            | Miquel IX Paleòleg                                            |                                                               |                                                               |                                                                      |                                            |                                            |                                            |                                            |                                            |                                                    |                                                    |                                                    |                                                    |                                                    |                                                    |               |               | Salah al-Din Rashid                                   | Salah al-Din Rashid                                   | Salah al-Din Rashid                                   | Salah al-Din Rashid                                   | Salah al-Din Rashid                                   | Salah al-Din Rashid                                   |           |           |           |           |  |  |  |  |  |  |  |  |  |  |  |  |  |  |  |  |  |  |  |  |  |  |  |  |  |  |
|                                        |                                        |                                        |                                        |                                        |                                        |                                          |                                          |                                          |                                          |                                          |                                          |                                       |                                       |                                       |                                       |                                       |                                       |                                  |                                  |                                  |                                  | Miquel IX Paleòleg                       | Miquel IX Paleòleg                       | Miquel IX Paleòleg                                                | Miquel IX Paleòleg                                            | Miquel IX Paleòleg                                            | Miquel IX Paleòleg                                            |                                                               |                                                               |                                                                      |                                            |                                            |                                            |                                            |                                            |                                                    |                                                    |                                                    |                                                    |                                                    |                                                    |               |               | Salah al-Din Rashid                                   | Salah al-Din Rashid                                   | Salah al-Din Rashid                                   | Salah al-Din Rashid                                   | Salah al-Din Rashid                                   | Salah al-Din Rashid                                   |           |           |           |           |  |  |  |  |  |  |  |  |  |  |  |  |  |  |  |  |  |  |  |  |  |  |  |  |  |  |
|                                        |                                        |                                        |                                        |                                        |                                        |                                          |                                          |                                          |                                          |                                          |                                          |                                       |                                       |                                       |                                       |                                       |                                       |                                  |                                  |                                  |                                  | Andrònic III Paleòleg 1297-1341          | Andrònic III Paleòleg 1297-1341          | Andrònic III Paleòleg 1297-1341                                   | Andrònic III Paleòleg 1297-1341                               | Andrònic III Paleòleg 1297-1341                               | Andrònic III Paleòleg 1297-1341                               |                                                               |                                                               |                                                                      |                                            |                                            |                                            |                                            |                                            |                                                    |                                                    |                                                    |                                                    |                                                    |                                                    |               |               | Kutb al-Din Abu Bakr                                  | Kutb al-Din Abu Bakr                                  | Kutb al-Din Abu Bakr                                  | Kutb al-Din Abu Bakr                                  | Kutb al-Din Abu Bakr                                  | Kutb al-Din Abu Bakr                                  |           |           |           |           |  |  |  |  |  |  |  |  |  |  |  |  |  |  |  |  |  |  |  |  |  |  |  |  |  |  |
|                                        |                                        |                                        |                                        |                                        |                                        |                                          |                                          |                                          |                                          |                                          |                                          |                                       |                                       |                                       |                                       |                                       |                                       |                                  |                                  |                                  |                                  | Andrònic III Paleòleg 1297-1341          | Andrònic III Paleòleg 1297-1341          | Andrònic III Paleòleg 1297-1341                                   | Andrònic III Paleòleg 1297-1341                               | Andrònic III Paleòleg 1297-1341                               | Andrònic III Paleòleg 1297-1341                               |                                                               |                                                               |                                                                      |                                            |                                            |                                            |                                            |                                            |                                                    |                                                    |                                                    |                                                    |                                                    |                                                    |               |               | Kutb al-Din Abu Bakr                                  | Kutb al-Din Abu Bakr                                  | Kutb al-Din Abu Bakr                                  | Kutb al-Din Abu Bakr                                  | Kutb al-Din Abu Bakr                                  | Kutb al-Din Abu Bakr                                  |           |           |           |           |  |  |  |  |  |  |  |  |  |  |  |  |  |  |  |  |  |  |  |  |  |  |  |  |  |  |
|                                        |                                        |                                        |                                        |                                        |                                        |                                          |                                          |                                          |                                          |                                          |                                          |                                       |                                       | Basili Comnè de Trebisonda            | Basili Comnè de Trebisonda            | Basili Comnè de Trebisonda            | Basili Comnè de Trebisonda            | Basili Comnè de Trebisonda       | Basili Comnè de Trebisonda       |                                  |                                  | Irene Paleòloga de Trebisonda morta 1341 | Irene Paleòloga de Trebisonda morta 1341 | Irene Paleòloga de Trebisonda morta 1341                          | Irene Paleòloga de Trebisonda morta 1341                      | Irene Paleòloga de Trebisonda morta 1341                      | Irene Paleòloga de Trebisonda morta 1341                      |                                                               |                                                               |                                                                      |                                            |                                            |                                            |                                            |                                            | Shaykh Zahid Gilani                                | Shaykh Zahid Gilani                                | Shaykh Zahid Gilani                                | Shaykh Zahid Gilani                                | Shaykh Zahid Gilani                                | Shaykh Zahid Gilani                                |               |               | Amin al-Din Jebrail                                   | Amin al-Din Jebrail                                   | Amin al-Din Jebrail                                   | Amin al-Din Jebrail                                   | Amin al-Din Jebrail                                   | Amin al-Din Jebrail                                   |           |           |           |           |  |  |  |  |  |  |  |  |  |  |  |  |  |  |  |  |  |  |  |  |  |  |  |  |  |  |
|                                        |                                        |                                        |                                        |                                        |                                        |                                          |                                          |                                          |                                          |                                          |                                          |                                       |                                       | Basili Comnè de Trebisonda            | Basili Comnè de Trebisonda            | Basili Comnè de Trebisonda            | Basili Comnè de Trebisonda            | Basili Comnè de Trebisonda       | Basili Comnè de Trebisonda       |                                  |                                  | Irene Paleòloga de Trebisonda morta 1341 | Irene Paleòloga de Trebisonda morta 1341 | Irene Paleòloga de Trebisonda morta 1341                          | Irene Paleòloga de Trebisonda morta 1341                      | Irene Paleòloga de Trebisonda morta 1341                      | Irene Paleòloga de Trebisonda morta 1341                      |                                                               |                                                               |                                                                      |                                            |                                            |                                            |                                            |                                            | Shaykh Zahid Gilani                                | Shaykh Zahid Gilani                                | Shaykh Zahid Gilani                                | Shaykh Zahid Gilani                                | Shaykh Zahid Gilani                                | Shaykh Zahid Gilani                                |               |               | Amin al-Din Jebrail                                   | Amin al-Din Jebrail                                   | Amin al-Din Jebrail                                   | Amin al-Din Jebrail                                   | Amin al-Din Jebrail                                   | Amin al-Din Jebrail                                   |           |           |           |           |  |  |  |  |  |  |  |  |  |  |  |  |  |  |  |  |  |  |  |  |  |  |  |  |  |  |
|                                        |                                        |                                        |                                        |                                        |                                        |                                          |                                          |                                          |                                          |                                          |                                          |                                       |                                       |                                       |                                       |                                       |                                       |                                  |                                  |                                  |                                  |                                          |                                          |                                                                   |                                                               |                                                               |                                                               |                                                               |                                                               |                                                                      |                                            |                                            |                                            |                                            |                                            |                                                    |                                                    |                                                    |                                                    |                                                    |                                                    |               |               |                                                       |                                                       |                                                       |                                                       |                                                       |                                                       |           |           |           |           |  |  |  |  |  |  |  |  |  |  |  |  |  |  |  |  |  |  |  |  |  |  |  |  |  |  |
|                                        |                                        |                                        |                                        |                                        |                                        |                                          |                                          |                                          |                                          |                                          |                                          |                                       |                                       |                                       |                                       |                                       |                                       | Aleix III Comnè de Trebisonda    | Aleix III Comnè de Trebisonda    | Aleix III Comnè de Trebisonda    | Aleix III Comnè de Trebisonda    | Aleix III Comnè de Trebisonda            | Aleix III Comnè de Trebisonda            |                                                                   |                                                               | Teodora Cantacuzena                                           | Teodora Cantacuzena                                           | Teodora Cantacuzena                                           | Teodora Cantacuzena                                           | Teodora Cantacuzena                                                  | Teodora Cantacuzena                        |                                            |                                            |                                            |                                            | Bibi Fatimah                                       | Bibi Fatimah                                       | Bibi Fatimah                                       | Bibi Fatimah                                       | Bibi Fatimah                                       | Bibi Fatimah                                       |               |               | Shayk Safi al-Din Abu l-Fath Ishak Ardebili 1252-1334 | Shayk Safi al-Din Abu l-Fath Ishak Ardebili 1252-1334 | Shayk Safi al-Din Abu l-Fath Ishak Ardebili 1252-1334 | Shayk Safi al-Din Abu l-Fath Ishak Ardebili 1252-1334 | Shayk Safi al-Din Abu l-Fath Ishak Ardebili 1252-1334 | Shayk Safi al-Din Abu l-Fath Ishak Ardebili 1252-1334 |           |           |           |           |  |  |  |  |  |  |  |  |  |  |  |  |  |  |  |  |  |  |  |  |  |  |  |  |  |  |
|                                        |                                        |                                        |                                        |                                        |                                        |                                          |                                          |                                          |                                          |                                          |                                          |                                       |                                       |                                       |                                       |                                       |                                       | Aleix III Comnè de Trebisonda    | Aleix III Comnè de Trebisonda    | Aleix III Comnè de Trebisonda    | Aleix III Comnè de Trebisonda    | Aleix III Comnè de Trebisonda            | Aleix III Comnè de Trebisonda            |                                                                   |                                                               | Teodora Cantacuzena                                           | Teodora Cantacuzena                                           | Teodora Cantacuzena                                           | Teodora Cantacuzena                                           | Teodora Cantacuzena                                                  | Teodora Cantacuzena                        |                                            |                                            |                                            |                                            | Bibi Fatimah                                       | Bibi Fatimah                                       | Bibi Fatimah                                       | Bibi Fatimah                                       | Bibi Fatimah                                       | Bibi Fatimah                                       |               |               | Shayk Safi al-Din Abu l-Fath Ishak Ardebili 1252-1334 | Shayk Safi al-Din Abu l-Fath Ishak Ardebili 1252-1334 | Shayk Safi al-Din Abu l-Fath Ishak Ardebili 1252-1334 | Shayk Safi al-Din Abu l-Fath Ishak Ardebili 1252-1334 | Shayk Safi al-Din Abu l-Fath Ishak Ardebili 1252-1334 | Shayk Safi al-Din Abu l-Fath Ishak Ardebili 1252-1334 |           |           |           |           |  |  |  |  |  |  |  |  |  |  |  |  |  |  |  |  |  |  |  |  |  |  |  |  |  |  |
|                                        |                                        |                                        |                                        |                                        |                                        |                                          |                                          |                                          |                                          |                                          |                                          |                                       |                                       |                                       |                                       |                                       |                                       |                                  |                                  |                                  |                                  |                                          |                                          |                                                                   |                                                               |                                                               |                                                               |                                                               |                                                               |                                                                      |                                            |                                            |                                            |                                            |                                            |                                                    |                                                    |                                                    |                                                    |                                                    |                                                    |               |               |                                                       |                                                       |                                                       |                                                       |                                                       |                                                       |           |           |           |           |  |  |  |  |  |  |  |  |  |  |  |  |  |  |  |  |  |  |  |  |  |  |  |  |  |  |
| Constantí I de Geòrgia 1369-1412 or 13 | Constantí I de Geòrgia 1369-1412 or 13 | Constantí I de Geòrgia 1369-1412 or 13 | Constantí I de Geòrgia 1369-1412 or 13 | Constantí I de Geòrgia 1369-1412 or 13 | Constantí I de Geòrgia 1369-1412 or 13 |                                          |                                          |                                          |                                          |                                          |                                          | Alexandre I d'Imerècia                | Alexandre I d'Imerècia                | Alexandre I d'Imerècia                | Alexandre I d'Imerècia                | Alexandre I d'Imerècia                | Alexandre I d'Imerècia                |                                  |                                  |                                  |                                  | Manuel III Comnè de Trebisonda 1364-1417 | Manuel III Comnè de Trebisonda 1364-1417 | Manuel III Comnè de Trebisonda 1364-1417                          | Manuel III Comnè de Trebisonda 1364-1417                      | Manuel III Comnè de Trebisonda 1364-1417                      | Manuel III Comnè de Trebisonda 1364-1417                      |                                                               |                                                               |                                                                      |                                            |                                            |                                            |                                            |                                            |                                                    |                                                    |                                                    |                                                    |                                                    |                                                    |               |               | Sadr al-Din Ardabili                                  | Sadr al-Din Ardabili                                  | Sadr al-Din Ardabili                                  | Sadr al-Din Ardabili                                  | Sadr al-Din Ardabili                                  | Sadr al-Din Ardabili                                  |           |           |           |           |  |  |  |  |  |  |  |  |  |  |  |  |  |  |  |  |  |  |  |  |  |  |  |  |  |  |
| Constantí I de Geòrgia 1369-1412 or 13 | Constantí I de Geòrgia 1369-1412 or 13 | Constantí I de Geòrgia 1369-1412 or 13 | Constantí I de Geòrgia 1369-1412 or 13 | Constantí I de Geòrgia 1369-1412 or 13 | Constantí I de Geòrgia 1369-1412 or 13 |                                          |                                          |                                          |                                          |                                          |                                          | Alexandre I d'Imerècia                | Alexandre I d'Imerècia                | Alexandre I d'Imerècia                | Alexandre I d'Imerècia                | Alexandre I d'Imerècia                | Alexandre I d'Imerècia                |                                  |                                  |                                  |                                  | Manuel III Comnè de Trebisonda 1364-1417 | Manuel III Comnè de Trebisonda 1364-1417 | Manuel III Comnè de Trebisonda 1364-1417                          | Manuel III Comnè de Trebisonda 1364-1417                      | Manuel III Comnè de Trebisonda 1364-1417                      | Manuel III Comnè de Trebisonda 1364-1417                      |                                                               |                                                               |                                                                      |                                            |                                            |                                            |                                            |                                            |                                                    |                                                    |                                                    |                                                    |                                                    |                                                    |               |               | Sadr al-Din Ardabili                                  | Sadr al-Din Ardabili                                  | Sadr al-Din Ardabili                                  | Sadr al-Din Ardabili                                  | Sadr al-Din Ardabili                                  | Sadr al-Din Ardabili                                  |           |           |           |           |  |  |  |  |  |  |  |  |  |  |  |  |  |  |  |  |  |  |  |  |  |  |  |  |  |  |
| Alexandre de Geòrgia 1386-1446         | Alexandre de Geòrgia 1386-1446         | Alexandre de Geòrgia 1386-1446         | Alexandre de Geòrgia 1386-1446         | Alexandre de Geòrgia 1386-1446         | Alexandre de Geòrgia 1386-1446         |                                          |                                          |                                          |                                          |                                          |                                          | princesa Tamara d'Imerècia morta 1455 | princesa Tamara d'Imerècia morta 1455 | princesa Tamara d'Imerècia morta 1455 | princesa Tamara d'Imerècia morta 1455 | princesa Tamara d'Imerècia morta 1455 | princesa Tamara d'Imerècia morta 1455 |                                  |                                  |                                  |                                  | Aleix IV Comnè de Trebisonda 1382-1429   | Aleix IV Comnè de Trebisonda 1382-1429   | Aleix IV Comnè de Trebisonda 1382-1429                            | Aleix IV Comnè de Trebisonda 1382-1429                        | Aleix IV Comnè de Trebisonda 1382-1429                        | Aleix IV Comnè de Trebisonda 1382-1429                        |                                                               |                                                               |                                                                      |                                            | Kara Yuluk Osman                           | Kara Yuluk Osman                           | Kara Yuluk Osman                           | Kara Yuluk Osman                           | Kara Yuluk Osman                                   | Kara Yuluk Osman                                   |                                                    |                                                    |                                                    |                                                    |               |               | Khwadja Ali                                           | Khwadja Ali                                           | Khwadja Ali                                           | Khwadja Ali                                           | Khwadja Ali                                           | Khwadja Ali                                           |           |           |           |           |  |  |  |  |  |  |  |  |  |  |  |  |  |  |  |  |  |  |  |  |  |  |  |  |  |  |
| Alexandre de Geòrgia 1386-1446         | Alexandre de Geòrgia 1386-1446         | Alexandre de Geòrgia 1386-1446         | Alexandre de Geòrgia 1386-1446         | Alexandre de Geòrgia 1386-1446         | Alexandre de Geòrgia 1386-1446         |                                          |                                          |                                          |                                          |                                          |                                          | princesa Tamara d'Imerècia morta 1455 | princesa Tamara d'Imerècia morta 1455 | princesa Tamara d'Imerècia morta 1455 | princesa Tamara d'Imerècia morta 1455 | princesa Tamara d'Imerècia morta 1455 | princesa Tamara d'Imerècia morta 1455 |                                  |                                  |                                  |                                  | Aleix IV Comnè de Trebisonda 1382-1429   | Aleix IV Comnè de Trebisonda 1382-1429   | Aleix IV Comnè de Trebisonda 1382-1429                            | Aleix IV Comnè de Trebisonda 1382-1429                        | Aleix IV Comnè de Trebisonda 1382-1429                        | Aleix IV Comnè de Trebisonda 1382-1429                        |                                                               |                                                               |                                                                      |                                            | Kara Yuluk Osman                           | Kara Yuluk Osman                           | Kara Yuluk Osman                           | Kara Yuluk Osman                           | Kara Yuluk Osman                                   | Kara Yuluk Osman                                   |                                                    |                                                    |                                                    |                                                    |               |               | Khwadja Ali                                           | Khwadja Ali                                           | Khwadja Ali                                           | Khwadja Ali                                           | Khwadja Ali                                           | Khwadja Ali                                           |           |           |           |           |  |  |  |  |  |  |  |  |  |  |  |  |  |  |  |  |  |  |  |  |  |  |  |  |  |  |
|                                        |                                        |                                        |                                        |                                        |                                        |                                          |                                          |                                          |                                          |                                          |                                          |                                       |                                       |                                       |                                       |                                       |                                       |                                  |                                  |                                  |                                  |                                          |                                          |                                                                   |                                                               |                                                               |                                                               |                                                               |                                                               |                                                                      |                                            |                                            |                                            |                                            |                                            |                                                    |                                                    |                                                    |                                                    |                                                    |                                                    |               |               |                                                       |                                                       |                                                       |                                                       |                                                       |                                                       |           |           |           |           |  |  |  |  |  |  |  |  |  |  |  |  |  |  |  |  |  |  |  |  |  |  |  |  |  |  |
|                                        |                                        |                                        |                                        |                                        |                                        | Princesa Bagrationi de Geòrgia 1415-1463 | Princesa Bagrationi de Geòrgia 1415-1463 | Princesa Bagrationi de Geòrgia 1415-1463 | Princesa Bagrationi de Geòrgia 1415-1463 | Princesa Bagrationi de Geòrgia 1415-1463 | Princesa Bagrationi de Geòrgia 1415-1463 |                                       |                                       |                                       |                                       |                                       |                                       |                                  |                                  |                                  |                                  | Joan IV Comnè de Trebisonda 1403-1459    | Joan IV Comnè de Trebisonda 1403-1459    | Joan IV Comnè de Trebisonda 1403-1459                             | Joan IV Comnè de Trebisonda 1403-1459                         | Joan IV Comnè de Trebisonda 1403-1459                         | Joan IV Comnè de Trebisonda 1403-1459                         |                                                               |                                                               |                                                                      |                                            | Ali Beg                                    | Ali Beg                                    | Ali Beg                                    | Ali Beg                                    | Ali Beg                                            | Ali Beg                                            |                                                    |                                                    |                                                    |                                                    |               |               | Xaïkh Ibrahim                                         | Xaïkh Ibrahim                                         | Xaïkh Ibrahim                                         | Xaïkh Ibrahim                                         | Xaïkh Ibrahim                                         | Xaïkh Ibrahim                                         |           |           |           |           |  |  |  |  |  |  |  |  |  |  |  |  |  |  |  |  |  |  |  |  |  |  |  |  |  |  |
|                                        |                                        |                                        |                                        |                                        |                                        | Princesa Bagrationi de Geòrgia 1415-1463 | Princesa Bagrationi de Geòrgia 1415-1463 | Princesa Bagrationi de Geòrgia 1415-1463 | Princesa Bagrationi de Geòrgia 1415-1463 | Princesa Bagrationi de Geòrgia 1415-1463 | Princesa Bagrationi de Geòrgia 1415-1463 |                                       |                                       |                                       |                                       |                                       |                                       |                                  |                                  |                                  |                                  | Joan IV Comnè de Trebisonda 1403-1459    | Joan IV Comnè de Trebisonda 1403-1459    | Joan IV Comnè de Trebisonda 1403-1459                             | Joan IV Comnè de Trebisonda 1403-1459                         | Joan IV Comnè de Trebisonda 1403-1459                         | Joan IV Comnè de Trebisonda 1403-1459                         |                                                               |                                                               |                                                                      |                                            | Ali Beg                                    | Ali Beg                                    | Ali Beg                                    | Ali Beg                                    | Ali Beg                                            | Ali Beg                                            |                                                    |                                                    |                                                    |                                                    |               |               | Xaïkh Ibrahim                                         | Xaïkh Ibrahim                                         | Xaïkh Ibrahim                                         | Xaïkh Ibrahim                                         | Xaïkh Ibrahim                                         | Xaïkh Ibrahim                                         |           |           |           |           |  |  |  |  |  |  |  |  |  |  |  |  |  |  |  |  |  |  |  |  |  |  |  |  |  |  |
|                                        |                                        |                                        |                                        |                                        |                                        |                                          |                                          |                                          |                                          |                                          |                                          |                                       |                                       |                                       |                                       |                                       |                                       |                                  |                                  |                                  |                                  |                                          |                                          |                                                                   |                                                               |                                                               |                                                               |                                                               |                                                               |                                                                      |                                            |                                            |                                            |                                            |                                            |                                                    |                                                    |                                                    |                                                    |                                                    |                                                    |               |               |                                                       |                                                       |                                                       |                                                       |                                                       |                                                       |           |           |           |           |  |  |  |  |  |  |  |  |  |  |  |  |  |  |  |  |  |  |  |  |  |  |  |  |  |  |
|                                        |                                        |                                        |                                        |                                        |                                        |                                          |                                          |                                          |                                          |                                          |                                          |                                       |                                       |                                       |                                       |                                       |                                       |                                  |                                  |                                  |                                  |                                          |                                          |                                                                   |                                                               |                                                               |                                                               |                                                               |                                                               |                                                                      |                                            |                                            |                                            |                                            |                                            |                                                    |                                                    |                                                    |                                                    |                                                    |                                                    |               |               |                                                       |                                                       |                                                       |                                                       |                                                       |                                                       |           |           |           |           |  |  |  |  |  |  |  |  |  |  |  |  |  |  |  |  |  |  |  |  |  |  |  |  |  |  |
|                                        |                                        |                                        |                                        |                                        |                                        |                                          |                                          | Alexis 1455-1463                         | Alexis 1455-1463                         | Alexis 1455-1463                         | Alexis 1455-1463                         | Alexis 1455-1463                      | Alexis 1455-1463                      |                                       |                                       |                                       |                                       |                                  |                                  | Teodora                          | Teodora                          | Teodora                                  | Teodora                                  | Teodora                                                           | Teodora                                                       |                                                               |                                                               | Uzun Hasan 1423-1378                                          | Uzun Hasan 1423-1378                                          | Uzun Hasan 1423-1378                                                 | Uzun Hasan 1423-1378                       | Uzun Hasan 1423-1378                       | Uzun Hasan 1423-1378                       |                                            |                                            | Khadija Khatun                                     | Khadija Khatun                                     | Khadija Khatun                                     | Khadija Khatun                                     | Khadija Khatun                                     | Khadija Khatun                                     |               |               | Xaïkh Djunayd                                         | Xaïkh Djunayd                                         | Xaïkh Djunayd                                         | Xaïkh Djunayd                                         | Xaïkh Djunayd                                         | Xaïkh Djunayd                                         |           |           |           |           |  |  |  |  |  |  |  |  |  |  |  |  |  |  |  |  |  |  |  |  |  |  |  |  |  |  |
|                                        |                                        |                                        |                                        |                                        |                                        |                                          |                                          | Alexis 1455-1463                         | Alexis 1455-1463                         | Alexis 1455-1463                         | Alexis 1455-1463                         | Alexis 1455-1463                      | Alexis 1455-1463                      |                                       |                                       |                                       |                                       |                                  |                                  | Teodora                          | Teodora                          | Teodora                                  | Teodora                                  | Teodora                                                           | Teodora                                                       |                                                               |                                                               | Uzun Hasan 1423-1378                                          | Uzun Hasan 1423-1378                                          | Uzun Hasan 1423-1378                                                 | Uzun Hasan 1423-1378                       | Uzun Hasan 1423-1378                       | Uzun Hasan 1423-1378                       |                                            |                                            | Khadija Khatun                                     | Khadija Khatun                                     | Khadija Khatun                                     | Khadija Khatun                                     | Khadija Khatun                                     | Khadija Khatun                                     |               |               | Xaïkh Djunayd                                         | Xaïkh Djunayd                                         | Xaïkh Djunayd                                         | Xaïkh Djunayd                                         | Xaïkh Djunayd                                         | Xaïkh Djunayd                                         |           |           |           |           |  |  |  |  |  |  |  |  |  |  |  |  |  |  |  |  |  |  |  |  |  |  |  |  |  |  |
|                                        |                                        |                                        |                                        |                                        |                                        |                                          |                                          |                                          |                                          |                                          |                                          |                                       |                                       |                                       |                                       |                                       |                                       |                                  |                                  |                                  |                                  |                                          |                                          |                                                                   |                                                               |                                                               |                                                               |                                                               |                                                               |                                                                      |                                            |                                            |                                            |                                            |                                            |                                                    |                                                    |                                                    |                                                    |                                                    |                                                    |               |               |                                                       |                                                       |                                                       |                                                       |                                                       |                                                       |           |           |           |           |  |  |  |  |  |  |  |  |  |  |  |  |  |  |  |  |  |  |  |  |  |  |  |  |  |  |
|                                        |                                        |                                        |                                        |                                        |                                        |                                          |                                          |                                          |                                          |                                          |                                          |                                       |                                       |                                       |                                       |                                       |                                       |                                  |                                  |                                  |                                  |                                          |                                          |                                                                   |                                                               |                                                               |                                                               |                                                               |                                                               |                                                                      |                                            |                                            |                                            |                                            |                                            |                                                    |                                                    |                                                    |                                                    |                                                    |                                                    |               |               |                                                       |                                                       |                                                       |                                                       |                                                       |                                                       |           |           |           |           |  |  |  |  |  |  |  |  |  |  |  |  |  |  |  |  |  |  |  |  |  |  |  |  |  |  |
|                                        |                                        |                                        |                                        |                                        |                                        |                                          |                                          |                                          |                                          |                                          |                                          |                                       |                                       |                                       |                                       |                                       |                                       |                                  |                                  |                                  |                                  |                                          |                                          | Khatrina                                                          | Khatrina                                                      | Khatrina                                                      | Khatrina                                                      | Khatrina                                                      | Khatrina                                                      |                                                                      |                                            |                                            |                                            |                                            |                                            |                                                    |                                                    |                                                    |                                                    | Shaykh Haydar                                      | Shaykh Haydar                                      | Shaykh Haydar | Shaykh Haydar | Shaykh Haydar                                         | Shaykh Haydar                                         |                                                       |                                                       | Ali Mirza                                             | Ali Mirza                                             | Ali Mirza | Ali Mirza | Ali Mirza | Ali Mirza |  |  |  |  |  |  |  |  |  |  |  |  |  |  |  |  |  |  |  |  |  |  |  |  |  |  |
|                                        |                                        |                                        |                                        |                                        |                                        |                                          |                                          |                                          |                                          |                                          |                                          |                                       |                                       |                                       |                                       |                                       |                                       |                                  |                                  |                                  |                                  |                                          |                                          | Khatrina                                                          | Khatrina                                                      | Khatrina                                                      | Khatrina                                                      | Khatrina                                                      | Khatrina                                                      |                                                                      |                                            |                                            |                                            |                                            |                                            |                                                    |                                                    |                                                    |                                                    | Shaykh Haydar                                      | Shaykh Haydar                                      | Shaykh Haydar | Shaykh Haydar | Shaykh Haydar                                         | Shaykh Haydar                                         |                                                       |                                                       | Ali Mirza                                             | Ali Mirza                                             | Ali Mirza | Ali Mirza | Ali Mirza | Ali Mirza |  |  |  |  |  |  |  |  |  |  |  |  |  |  |  |  |  |  |  |  |  |  |  |  |  |  |
|                                        |                                        |                                        |                                        |                                        |                                        |                                          |                                          |                                          |                                          |                                          |                                          |                                       |                                       |                                       |                                       |                                       |                                       |                                  |                                  |                                  |                                  |                                          |                                          |                                                                   |                                                               |                                                               |                                                               |                                                               |                                                               |                                                                      |                                            |                                            |                                            |                                            |                                            |                                                    |                                                    |                                                    |                                                    |                                                    |                                                    |               |               |                                                       |                                                       |                                                       |                                                       |                                                       |                                                       |           |           |           |           |  |  |  |  |  |  |  |  |  |  |  |  |  |  |  |  |  |  |  |  |  |  |  |  |  |  |
|                                        |                                        |                                        |                                        |                                        |                                        |                                          |                                          |                                          |                                          |                                          |                                          |                                       |                                       |                                       |                                       |                                       |                                       |                                  |                                  |                                  |                                  |                                          |                                          |                                                                   |                                                               |                                                               |                                                               |                                                               |                                                               |                                                                      |                                            |                                            |                                            |                                            |                                            |                                                    |                                                    |                                                    |                                                    |                                                    |                                                    |               |               |                                                       |                                                       |                                                       |                                                       |                                                       |                                                       |           |           |           |           |  |  |  |  |  |  |  |  |  |  |  |  |  |  |  |  |  |  |  |  |  |  |  |  |  |  |
|                                        |                                        |                                        |                                        |                                        |                                        |                                          |                                          |                                          |                                          |                                          |                                          |                                       |                                       |                                       |                                       |                                       |                                       |                                  |                                  |                                  |                                  |                                          |                                          | Ismail I 17 de juliol de 1487-23 de maig de 1524 xa 1502-1524     | Ismail I 17 de juliol de 1487-23 de maig de 1524 xa 1502-1524 | Ismail I 17 de juliol de 1487-23 de maig de 1524 xa 1502-1524 | Ismail I 17 de juliol de 1487-23 de maig de 1524 xa 1502-1524 | Ismail I 17 de juliol de 1487-23 de maig de 1524 xa 1502-1524 | Ismail I 17 de juliol de 1487-23 de maig de 1524 xa 1502-1524 |                                                                      |                                            |                                            |                                            |                                            |                                            |                                                    |                                                    |                                                    |                                                    | Ibrahim                                            | Ibrahim                                            | Ibrahim       | Ibrahim       | Ibrahim                                               | Ibrahim                                               |                                                       |                                                       |                                                       |                                                       |           |           |           |           |  |  |  |  |  |  |  |  |  |  |  |  |  |  |  |  |  |  |  |  |  |  |  |  |  |  |
|                                        |                                        |                                        |                                        |                                        |                                        |                                          |                                          |                                          |                                          |                                          |                                          |                                       |                                       |                                       |                                       |                                       |                                       |                                  |                                  |                                  |                                  |                                          |                                          | Ismail I 17 de juliol de 1487-23 de maig de 1524 xa 1502-1524     | Ismail I 17 de juliol de 1487-23 de maig de 1524 xa 1502-1524 | Ismail I 17 de juliol de 1487-23 de maig de 1524 xa 1502-1524 | Ismail I 17 de juliol de 1487-23 de maig de 1524 xa 1502-1524 | Ismail I 17 de juliol de 1487-23 de maig de 1524 xa 1502-1524 | Ismail I 17 de juliol de 1487-23 de maig de 1524 xa 1502-1524 |                                                                      |                                            |                                            |                                            |                                            |                                            |                                                    |                                                    |                                                    |                                                    | Ibrahim                                            | Ibrahim                                            | Ibrahim       | Ibrahim       | Ibrahim                                               | Ibrahim                                               |                                                       |                                                       |                                                       |                                                       |           |           |           |           |  |  |  |  |  |  |  |  |  |  |  |  |  |  |  |  |  |  |  |  |  |  |  |  |  |  |
|                                        |                                        |                                        |                                        |                                        |                                        |                                          |                                          |                                          |                                          |                                          |                                          |                                       |                                       |                                       |                                       |                                       |                                       |                                  |                                  |                                  |                                  |                                          |                                          | Tahmasp I 22 de febrer de 1514-14 de maig de 1576 xa 1524-1576    |                                                               |                                                               |                                                               |                                                               |                                                               |                                                                      |                                            |                                            |                                            |                                            |                                            |                                                    |                                                    |                                                    |                                                    |                                                    |                                                    |               |               |                                                       |                                                       |                                                       |                                                       |                                                       |                                                       |           |           |           |           |  |  |  |  |  |  |  |  |  |  |  |  |  |  |  |  |  |  |  |  |  |  |  |  |  |  |
|                                        |                                        |                                        |                                        |                                        |                                        |                                          |                                          |                                          |                                          |                                          |                                          |                                       |                                       |                                       |                                       |                                       |                                       |                                  |                                  |                                  |                                  |                                          |                                          |                                                                   |                                                               |                                                               |                                                               |                                                               |                                                               |                                                                      |                                            |                                            |                                            |                                            |                                            |                                                    |                                                    |                                                    |                                                    |                                                    |                                                    |               |               |                                                       |                                                       |                                                       |                                                       |                                                       |                                                       |           |           |           |           |  |  |  |  |  |  |  |  |  |  |  |  |  |  |  |  |  |  |  |  |  |  |  |  |  |  |
|                                        |                                        |                                        |                                        |                                        |                                        |                                          |                                          |                                          |                                          |                                          |                                          |                                       |                                       |                                       |                                       |                                       |                                       |                                  |                                  |                                  |                                  |                                          |                                          |                                                                   |                                                               |                                                               |                                                               |                                                               |                                                               |                                                                      |                                            |                                            |                                            |                                            |                                            |                                                    |                                                    |                                                    |                                                    |                                                    |                                                    |               |               |                                                       |                                                       |                                                       |                                                       |                                                       |                                                       |           |           |           |           |  |  |  |  |  |  |  |  |  |  |  |  |  |  |  |  |  |  |  |  |  |  |  |  |  |  |
|                                        |                                        |                                        |                                        |                                        |                                        |                                          |                                          |                                          |                                          |                                          |                                          |                                       |                                       |                                       |                                       |                                       |                                       | Ismail II 1537-1577 xa 1576-1577 | Ismail II 1537-1577 xa 1576-1577 | Ismail II 1537-1577 xa 1576-1577 | Ismail II 1537-1577 xa 1576-1577 | Ismail II 1537-1577 xa 1576-1577         | Ismail II 1537-1577 xa 1576-1577         |                                                                   |                                                               |                                                               |                                                               |                                                               |                                                               | Muhammad Khodabanda 1532-1595 xa 1577-1587                           | Muhammad Khodabanda 1532-1595 xa 1577-1587 | Muhammad Khodabanda 1532-1595 xa 1577-1587 | Muhammad Khodabanda 1532-1595 xa 1577-1587 | Muhammad Khodabanda 1532-1595 xa 1577-1587 | Muhammad Khodabanda 1532-1595 xa 1577-1587 |                                                    |                                                    |                                                    |                                                    |                                                    |                                                    |               |               |                                                       |                                                       |                                                       |                                                       |                                                       |                                                       |           |           |           |           |  |  |  |  |  |  |  |  |  |  |  |  |  |  |  |  |  |  |  |  |  |  |  |  |  |  |
|                                        |                                        |                                        |                                        |                                        |                                        |                                          |                                          |                                          |                                          |                                          |                                          |                                       |                                       |                                       |                                       |                                       |                                       | Ismail II 1537-1577 xa 1576-1577 | Ismail II 1537-1577 xa 1576-1577 | Ismail II 1537-1577 xa 1576-1577 | Ismail II 1537-1577 xa 1576-1577 | Ismail II 1537-1577 xa 1576-1577         | Ismail II 1537-1577 xa 1576-1577         |                                                                   |                                                               |                                                               |                                                               |                                                               |                                                               | Muhammad Khodabanda 1532-1595 xa 1577-1587                           | Muhammad Khodabanda 1532-1595 xa 1577-1587 | Muhammad Khodabanda 1532-1595 xa 1577-1587 | Muhammad Khodabanda 1532-1595 xa 1577-1587 | Muhammad Khodabanda 1532-1595 xa 1577-1587 | Muhammad Khodabanda 1532-1595 xa 1577-1587 |                                                    |                                                    |                                                    |                                                    |                                                    |                                                    |               |               |                                                       |                                                       |                                                       |                                                       |                                                       |                                                       |           |           |           |           |  |  |  |  |  |  |  |  |  |  |  |  |  |  |  |  |  |  |  |  |  |  |  |  |  |  |
|                                        |                                        |                                        |                                        |                                        |                                        |                                          |                                          |                                          |                                          |                                          |                                          |                                       |                                       |                                       |                                       |                                       |                                       |                                  |                                  |                                  |                                  |                                          |                                          |                                                                   |                                                               |                                                               |                                                               |                                                               |                                                               | Abbas I el Gran 27 de gener de 1571-19 de gener de 1629 xa 1587-1629 |                                            |                                            |                                            |                                            |                                            |                                                    |                                                    |                                                    |                                                    |                                                    |                                                    |               |               |                                                       |                                                       |                                                       |                                                       |                                                       |                                                       |           |           |           |           |  |  |  |  |  |  |  |  |  |  |  |  |  |  |  |  |  |  |  |  |  |  |  |  |  |  |
|                                        |                                        |                                        |                                        |                                        |                                        |                                          |                                          |                                          |                                          |                                          |                                          |                                       |                                       |                                       |                                       |                                       |                                       |                                  |                                  |                                  |                                  |                                          |                                          |                                                                   |                                                               |                                                               |                                                               |                                                               |                                                               |                                                                      |                                            |                                            |                                            |                                            |                                            |                                                    |                                                    |                                                    |                                                    |                                                    |                                                    |               |               |                                                       |                                                       |                                                       |                                                       |                                                       |                                                       |           |           |           |           |  |  |  |  |  |  |  |  |  |  |  |  |  |  |  |  |  |  |  |  |  |  |  |  |  |  |
|                                        |                                        |                                        |                                        |                                        |                                        |                                          |                                          |                                          |                                          |                                          |                                          |                                       |                                       |                                       |                                       |                                       |                                       |                                  |                                  |                                  |                                  |                                          |                                          |                                                                   |                                                               |                                                               |                                                               |                                                               |                                                               |                                                                      |                                            |                                            |                                            |                                            |                                            |                                                    |                                                    |                                                    |                                                    |                                                    |                                                    |               |               |                                                       |                                                       |                                                       |                                                       |                                                       |                                                       |           |           |           |           |  |  |  |  |  |  |  |  |  |  |  |  |  |  |  |  |  |  |  |  |  |  |  |  |  |  |
|                                        |                                        |                                        |                                        |                                        |                                        |                                          |                                          |                                          |                                          |                                          |                                          |                                       |                                       |                                       |                                       |                                       |                                       |                                  |                                  |                                  |                                  |                                          |                                          | Safi Mirza 1587-1615 príncep hereu 1587-1615                      | Safi Mirza 1587-1615 príncep hereu 1587-1615                  | Safi Mirza 1587-1615 príncep hereu 1587-1615                  | Safi Mirza 1587-1615 príncep hereu 1587-1615                  | Safi Mirza 1587-1615 príncep hereu 1587-1615                  | Safi Mirza 1587-1615 príncep hereu 1587-1615                  |                                                                      |                                            |                                            |                                            |                                            |                                            | Imam Quli Mirza príncep hereu 1627 assassinat 1627 | Imam Quli Mirza príncep hereu 1627 assassinat 1627 | Imam Quli Mirza príncep hereu 1627 assassinat 1627 | Imam Quli Mirza príncep hereu 1627 assassinat 1627 | Imam Quli Mirza príncep hereu 1627 assassinat 1627 | Imam Quli Mirza príncep hereu 1627 assassinat 1627 |               |               |                                                       |                                                       |                                                       |                                                       |                                                       |                                                       |           |           |           |           |  |  |  |  |  |  |  |  |  |  |  |  |  |  |  |  |  |  |  |  |  |  |  |  |  |  |
|                                        |                                        |                                        |                                        |                                        |                                        |                                          |                                          |                                          |                                          |                                          |                                          |                                       |                                       |                                       |                                       |                                       |                                       |                                  |                                  |                                  |                                  |                                          |                                          | Safi Mirza 1587-1615 príncep hereu 1587-1615                      | Safi Mirza 1587-1615 príncep hereu 1587-1615                  | Safi Mirza 1587-1615 príncep hereu 1587-1615                  | Safi Mirza 1587-1615 príncep hereu 1587-1615                  | Safi Mirza 1587-1615 príncep hereu 1587-1615                  | Safi Mirza 1587-1615 príncep hereu 1587-1615                  |                                                                      |                                            |                                            |                                            |                                            |                                            | Imam Quli Mirza príncep hereu 1627 assassinat 1627 | Imam Quli Mirza príncep hereu 1627 assassinat 1627 | Imam Quli Mirza príncep hereu 1627 assassinat 1627 | Imam Quli Mirza príncep hereu 1627 assassinat 1627 | Imam Quli Mirza príncep hereu 1627 assassinat 1627 | Imam Quli Mirza príncep hereu 1627 assassinat 1627 |               |               |                                                       |                                                       |                                                       |                                                       |                                                       |                                                       |           |           |           |           |  |  |  |  |  |  |  |  |  |  |  |  |  |  |  |  |  |  |  |  |  |  |  |  |  |  |
|                                        |                                        |                                        |                                        |                                        |                                        |                                          |                                          |                                          |                                          |                                          |                                          |                                       |                                       |                                       |                                       |                                       |                                       |                                  |                                  |                                  |                                  |                                          |                                          | Safi I 1611- 1642 xa 1629-1642                                    |                                                               |                                                               |                                                               |                                                               |                                                               |                                                                      |                                            |                                            |                                            |                                            |                                            |                                                    |                                                    |                                                    |                                                    |                                                    |                                                    |               |               |                                                       |                                                       |                                                       |                                                       |                                                       |                                                       |           |           |           |           |  |  |  |  |  |  |  |  |  |  |  |  |  |  |  |  |  |  |  |  |  |  |  |  |  |  |
|                                        |                                        |                                        |                                        |                                        |                                        |                                          |                                          |                                          |                                          |                                          |                                          |                                       |                                       |                                       |                                       |                                       |                                       |                                  |                                  |                                  |                                  |                                          |                                          |                                                                   |                                                               |                                                               |                                                               |                                                               |                                                               |                                                                      |                                            |                                            |                                            |                                            |                                            |                                                    |                                                    |                                                    |                                                    |                                                    |                                                    |               |               |                                                       |                                                       |                                                       |                                                       |                                                       |                                                       |           |           |           |           |  |  |  |  |  |  |  |  |  |  |  |  |  |  |  |  |  |  |  |  |  |  |  |  |  |  |
|                                        |                                        |                                        |                                        |                                        |                                        |                                          |                                          |                                          |                                          |                                          |                                          |                                       |                                       |                                       |                                       |                                       |                                       |                                  |                                  |                                  |                                  |                                          |                                          | Abbas II 31 de desembre de 1632-25 d'octubre de 1666 xa 1642-1666 |                                                               |                                                               |                                                               |                                                               |                                                               |                                                                      |                                            |                                            |                                            |                                            |                                            |                                                    |                                                    |                                                    |                                                    |                                                    |                                                    |               |               |                                                       |                                                       |                                                       |                                                       |                                                       |                                                       |           |           |           |           |  |  |  |  |  |  |  |  |  |  |  |  |  |  |  |  |  |  |  |  |  |  |  |  |  |  |
|                                        |                                        |                                        |                                        |                                        |                                        |                                          |                                          |                                          |                                          |                                          |                                          |                                       |                                       |                                       |                                       |                                       |                                       |                                  |                                  |                                  |                                  |                                          |                                          |                                                                   |                                                               |                                                               |                                                               |                                                               |                                                               |                                                                      |                                            |                                            |                                            |                                            |                                            |                                                    |                                                    |                                                    |                                                    |                                                    |                                                    |               |               |                                                       |                                                       |                                                       |                                                       |                                                       |                                                       |           |           |           |           |  |  |  |  |  |  |  |  |  |  |  |  |  |  |  |  |  |  |  |  |  |  |  |  |  |  |
|                                        |                                        |                                        |                                        |                                        |                                        |                                          |                                          |                                          |                                          |                                          |                                          |                                       |                                       |                                       |                                       |                                       |                                       |                                  |                                  |                                  |                                  |                                          |                                          | Sulayman I 1659-1694 xa 1666-1694                                 |                                                               |                                                               |                                                               |                                                               |                                                               |                                                                      |                                            |                                            |                                            |                                            |                                            |                                                    |                                                    |                                                    |                                                    |                                                    |                                                    |               |               |                                                       |                                                       |                                                       |                                                       |                                                       |                                                       |           |           |           |           |  |  |  |  |  |  |  |  |  |  |  |  |  |  |  |  |  |  |  |  |  |  |  |  |  |  |
|                                        |                                        |                                        |                                        |                                        |                                        |                                          |                                          |                                          |                                          |                                          |                                          |                                       |                                       |                                       |                                       |                                       |                                       |                                  |                                  |                                  |                                  |                                          |                                          |                                                                   |                                                               |                                                               |                                                               |                                                               |                                                               |                                                                      |                                            |                                            |                                            |                                            |                                            |                                                    |                                                    |                                                    |                                                    |                                                    |                                                    |               |               |                                                       |                                                       |                                                       |                                                       |                                                       |                                                       |           |           |           |           |  |  |  |  |  |  |  |  |  |  |  |  |  |  |  |  |  |  |  |  |  |  |  |  |  |  |
|                                        |                                        |                                        |                                        |                                        |                                        |                                          |                                          |                                          |                                          |                                          |                                          |                                       |                                       |                                       |                                       |                                       |                                       |                                  |                                  |                                  |                                  |                                          |                                          |                                                                   |                                                               |                                                               |                                                               |                                                               |                                                               |                                                                      |                                            |                                            |                                            |                                            |                                            |                                                    |                                                    |                                                    |                                                    |                                                    |                                                    |               |               |                                                       |                                                       |                                                       |                                                       |                                                       |                                                       |           |           |           |           |  |  |  |  |  |  |  |  |  |  |  |  |  |  |  |  |  |  |  |  |  |  |  |  |  |  |
|                                        |                                        |                                        |                                        |                                        |                                        |                                          |                                          |                                          |                                          |                                          |                                          |                                       |                                       |                                       |                                       |                                       |                                       |                                  |                                  |                                  |                                  |                                          |                                          | Sultan Husayn 1669-1726 xa 1694-1722                              |                                                               |                                                               |                                                               |                                                               |                                                               |                                                                      |                                            |                                            |                                            |                                            |                                            |                                                    |                                                    |                                                    |                                                    |                                                    |                                                    |               |               |                                                       |                                                       |                                                       |                                                       |                                                       |                                                       |           |           |           |           |  |  |  |  |  |  |  |  |  |  |  |  |  |  |  |  |  |  |  |  |  |  |  |  |  |  |
|                                        |                                        |                                        |                                        |                                        |                                        |                                          |                                          |                                          |                                          |                                          |                                          |                                       |                                       |                                       |                                       |                                       |                                       |                                  |                                  |                                  |                                  |                                          |                                          |                                                                   |                                                               |                                                               |                                                               |                                                               |                                                               |                                                                      |                                            |                                            |                                            |                                            |                                            | Sulayman II xa 1749-1759                           |                                                    |                                                    |                                                    |                                                    |                                                    |               |               |                                                       |                                                       |                                                       |                                                       |                                                       |                                                       |           |           |           |           |  |  |  |  |  |  |  |  |  |  |  |  |  |  |  |  |  |  |  |  |  |  |  |  |  |  |
|                                        |                                        |                                        |                                        |                                        |                                        |                                          |                                          |                                          |                                          |                                          |                                          |                                       |                                       |                                       |                                       |                                       |                                       |                                  |                                  |                                  |                                  |                                          |                                          | Tahmasp II 1704-1740 xa 1729-1732                                 |                                                               |                                                               |                                                               |                                                               |                                                               |                                                                      |                                            |                                            |                                            |                                            |                                            |                                                    |                                                    |                                                    |                                                    |                                                    |                                                    |               |               |                                                       |                                                       |                                                       |                                                       |                                                       |                                                       |           |           |           |           |  |  |  |  |  |  |  |  |  |  |  |  |  |  |  |  |  |  |  |  |  |  |  |  |  |  |
|                                        |                                        |                                        |                                        |                                        |                                        |                                          |                                          |                                          |                                          |                                          |                                          |                                       |                                       |                                       |                                       |                                       |                                       |                                  |                                  |                                  |                                  |                                          |                                          |                                                                   |                                                               |                                                               |                                                               |                                                               |                                                               |                                                                      |                                            |                                            |                                            |                                            |                                            |                                                    |                                                    |                                                    |                                                    |                                                    |                                                    |               |               |                                                       |                                                       |                                                       |                                                       |                                                       |                                                       |           |           |           |           |  |  |  |  |  |  |  |  |  |  |  |  |  |  |  |  |  |  |  |  |  |  |  |  |  |  |
|                                        |                                        |                                        |                                        |                                        |                                        |                                          |                                          |                                          |                                          |                                          |                                          |                                       |                                       |                                       |                                       |                                       |                                       |                                  |                                  |                                  |                                  |                                          |                                          | Abbas III 1731-1740 xa 1732-1736                                  |                                                               |                                                               |                                                               |                                                               |                                                               |                                                                      |                                            |                                            |                                            |                                            |                                            |                                                    |                                                    |                                                    |                                                    |                                                    |                                                    |               |               |                                                       |                                                       |                                                       |                                                       |                                                       |                                                       |           |           |           |           |  |  |  |  |  |  |  |  |  |  |  |  |  |  |  |  |  |  |  |  |  |  |  |  |  |  |